# Malombra (film 1984)
Malombra è un film del 1984 diretto da Bruno Gaburro.

## Trama
Finiti gli studi, Mario, insieme al precettore Massimo, si trasferisce nella tenuta di campagna, ospite del ricco zio Osvaldo. L'atmosfera che regna nel luogo è inquietante. Una notte il giovane assiste, non visto, a un rituale erotico: lo zio, ossessionato dal ricordo dell'adorata moglie defunta, costringe la cognata Carlotta ad assumerne le sembianze. Iniziato al sesso dalla giovane amica Lilli, dopo il decesso improvviso dello zio di crepacuore (provocato dalla scoperta della relazione tra Carlotta e Massimo), Mario ne segue le orme, ripetendo lo stesso rituale con Lilli.